# Selburose

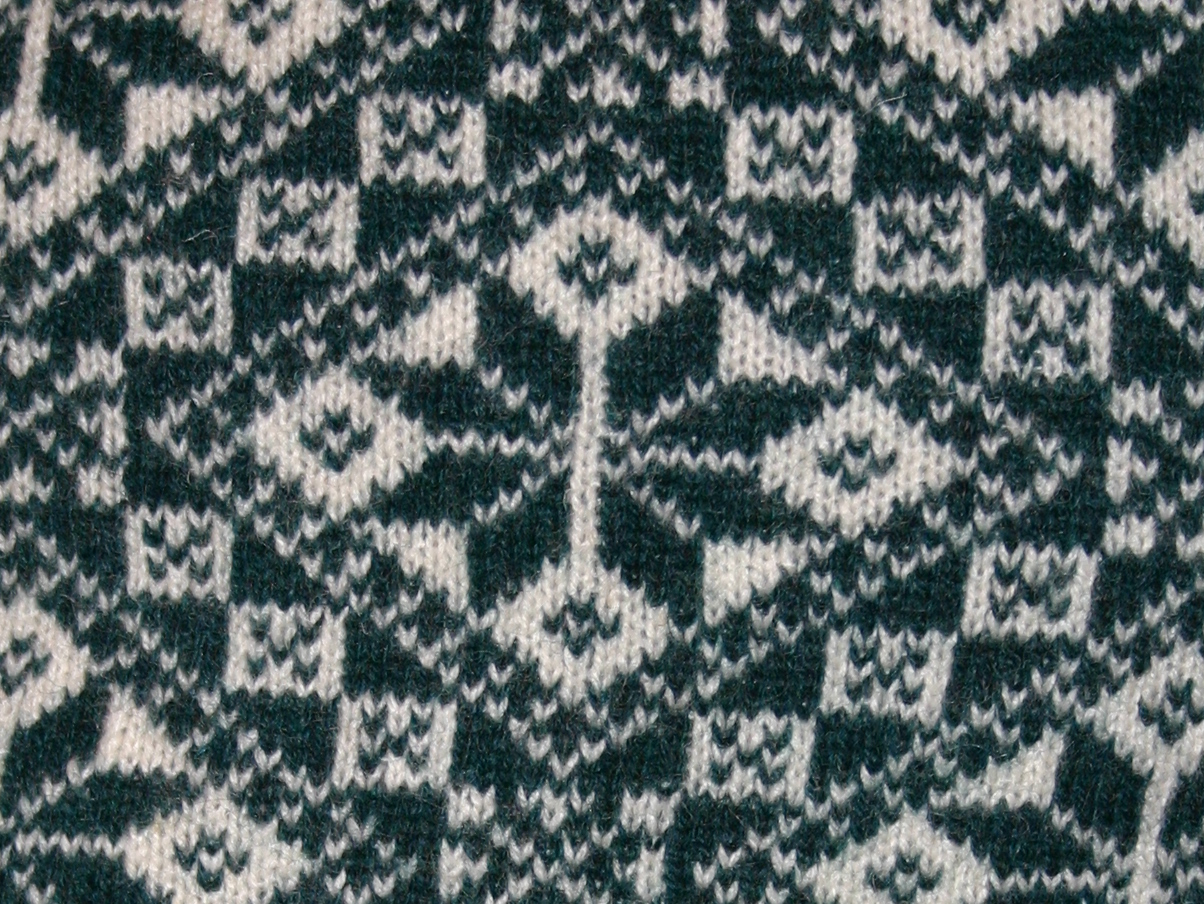
Selbuská růže na svetru

Selburose, „selbuská růže“ je vzor v podobě hvězdy či rozety s osmi cípy užívaný na pleteném oblečení v Norsku, především pak na oblečení z města Selbu. V tom se v polovině 19. století ujala zvláštní technika pletení a tato „růže“ se stala nejvíce používaným motivem. S tím je spojována dívka jménem Marit Gulsethbrua Emstad, která údajně v roce 1857 upletla tři páry černobílých palčáků s tímto vzorem a vzala si je do kostela, načež se okamžitě staly hitem. Na počátku 20. století se místní výroba rozšířila a meziválečné době bylo zboží ze Selbu vyváženo do celé Evropy a selburose se tak stala symbolem Norska a také zimy a Vánoc. V 90. letech 20. století použil selburose módní návrhář Per Spook například i na minisukních či kabátech.
Selburose ovšem nevznikla v Selbu, ale její původ je starší a obecnější. Objevuje se například na pleteném oblečení z oblasti Hardanger, ale i mimo Norsko a Skandinávii vůbec. I v norštině se o něm někdy nazývá obecněji åttebladrose „osmilistá růže“, åttekantstjerne „osmicípá hvězda“ nebo åttebladspire „osmilistý výhonek“. Podobá se například lotyšskému symbolu auseklis „jitřenka, úsvit“ a osmicípé hvězdě na mordvinské a udmurtské vlajce.

## Galerie

Tři selburose na znaku města Selbu v Norsku
Selburoské palčáky
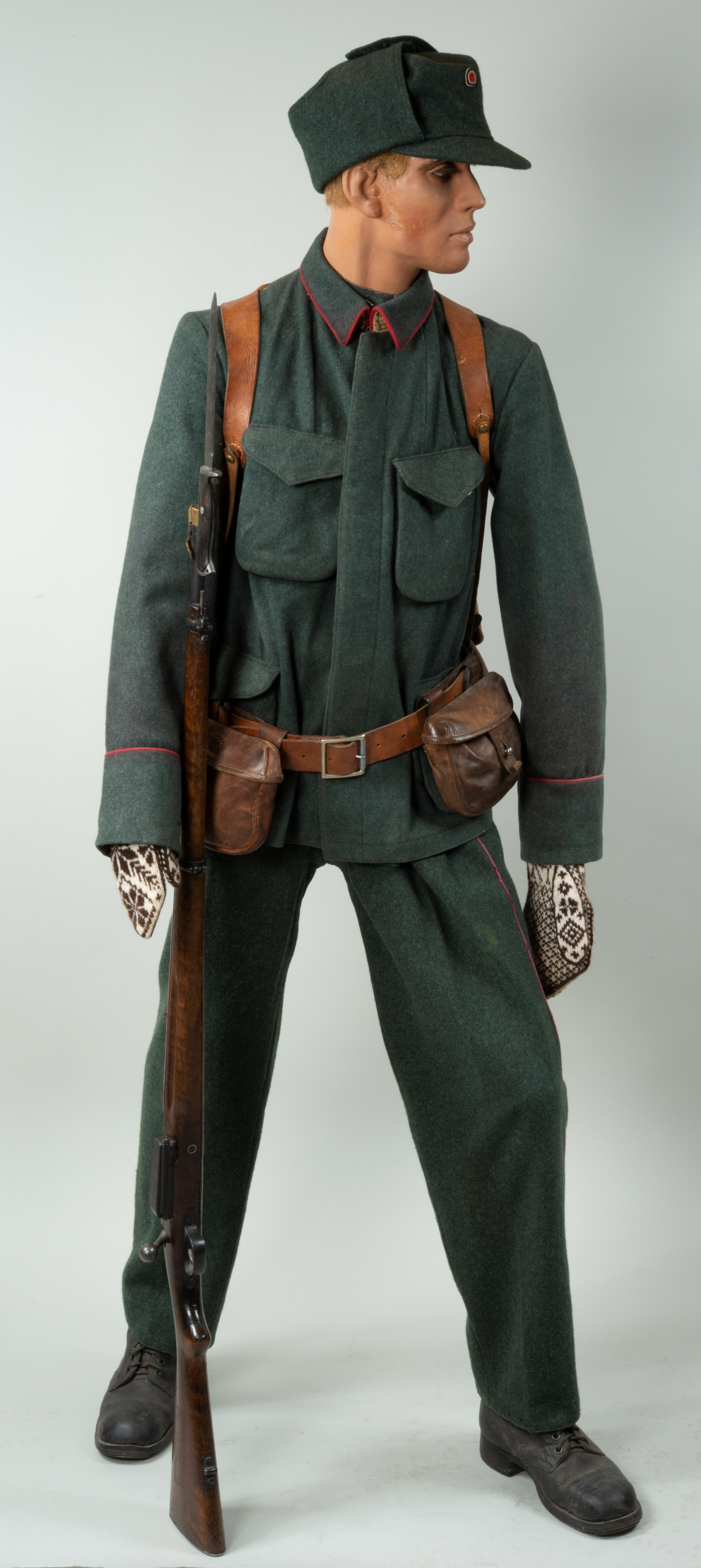
Figurína oblečená do polní uniformy vzoru 1914, kterou nosil vojín pěchoty norské armády včetně palčáků se selburose
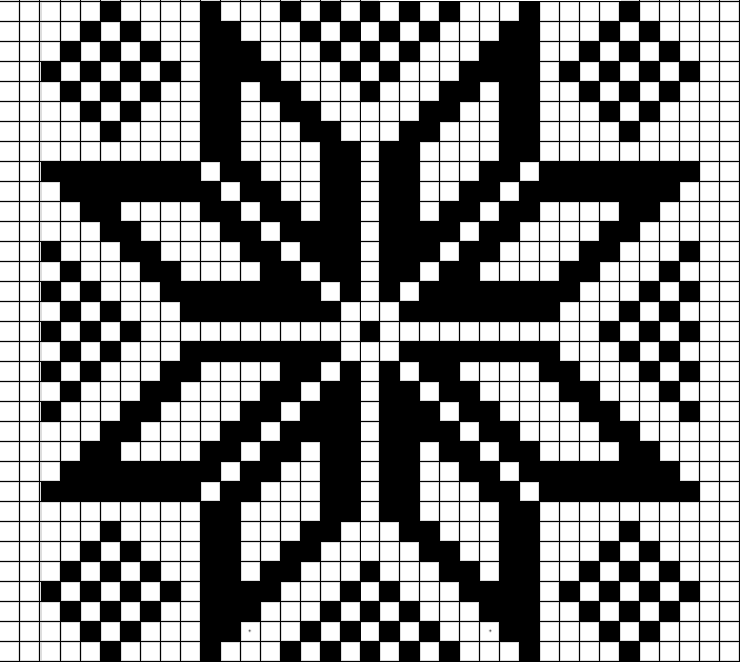
Vzor osmicípé hvězdy